# 國家考古學博物館 (波蘭)

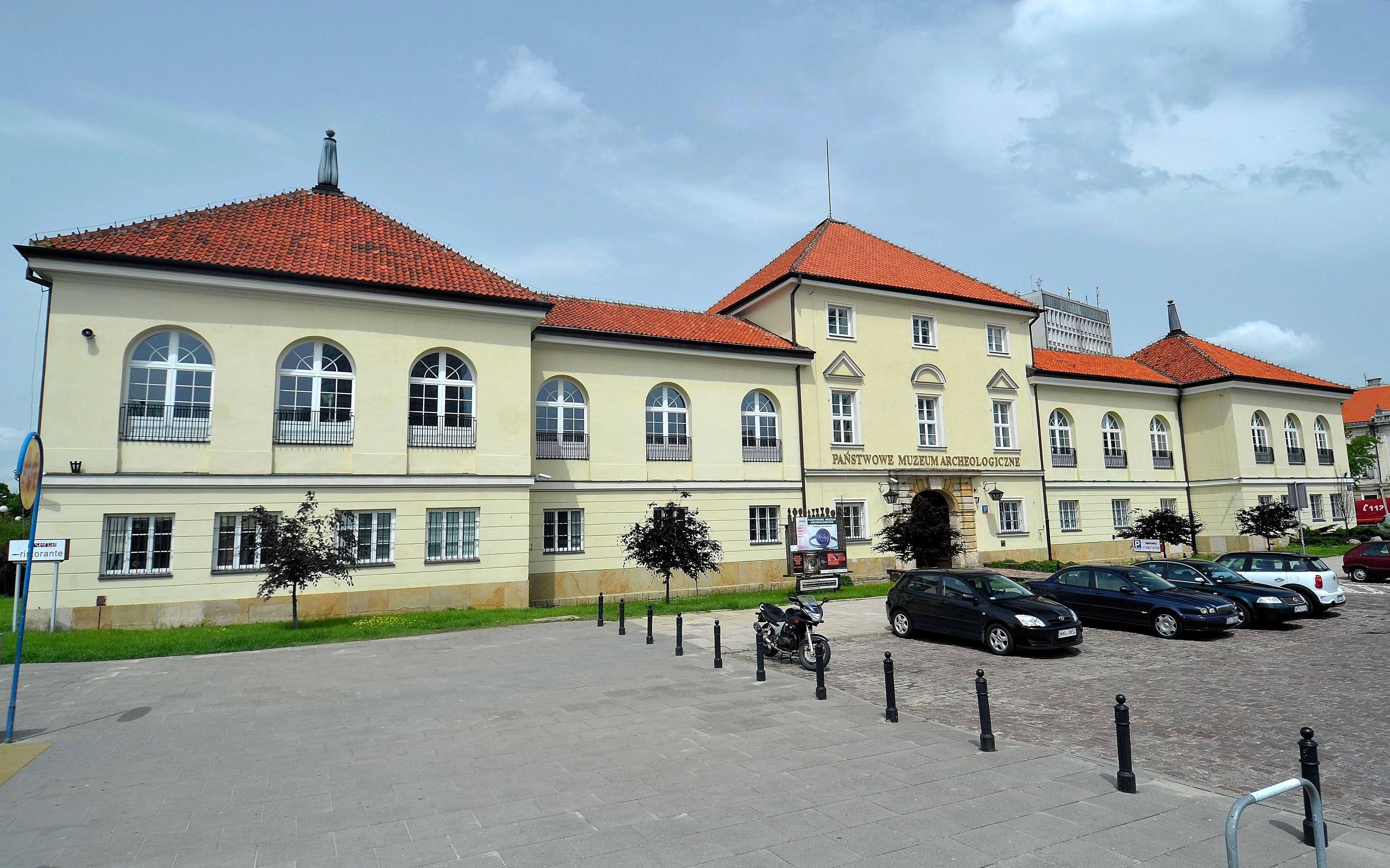

國家考古學博物館（Państwowe Muzeum Archeologiczne w Warszawie）是波蘭首都華沙的一家博物館，位於舊華沙兵工廠內。這座博物館創立於1923年，並在1958年遷入現址。國家考古學博物館經常在波蘭不同地區舉辦發掘活動，並發表考古成果。現在博物館內部設施已十分現代化，並提供波蘭語和英語的詳細展示。
52°14′44″N 21°0′5″E / 52.24556°N 21.00139°E